# Brackenridgea
Brackenridgea là một chi thực vật có hoa trong họ Ochnaceae.

## Loài
Chi Brackenridgea gồm các loài: